# Ratel
O ratel (Mellivora capensis), também comummente conhecido como texugo-do-mel, é uma espécie da família Mustelidae. Ocorrem na maioria da África e no Oeste e Sul da Ásia. É a única espécie classificada no gênero Mellivora e na subfamília Mellivorinae.

## Ecologia

### Distribuição e habitat
O ratel pode ser encontrado por toda a África subsaariana continental, e no Magrebe, também encontrado na Ásia meridional, na Arábia e no Turquemenistão. É encontrado em pradarias, savanas e matagais, por vezes entrando em desertos.

### Alimentação
O ratel é omnívoro, o seu nome vernacular de texugo-do-mel deve-se às quantidades de mel que consome, conseguindo obtê-las com facilidade. A pele do ratel é muito grossa, não sendo penetrada pelos ferrões de abelha, isto também se aplica aos ferrões de escorpião e aos dentes de cobra, animais que também constam da sua dieta, também estando imunizado contra o veneno destes. Esta pele grossa também lhe oferece proteção contra dentes de animais maiores como lobos, leões, e leopardos, os quais nunca o atacam, tendo apenas o humano, como predador. Também se alimenta de lagartos, roedores, e pássaros. O ratel possui um diferencial dos outros animais que é uma inteligência e facilidade para achar os pontos fracos dos oponentes rapidamente e assim obter sucesso na caça e na captura de suas presas[carece de fontes?], mas quando é defrontado por um outro macho da mesma espécie, ele comumente ataca primeiramente os testículos. O ratel é tão carniceiro que aparenta não ter critérios de seleção para aquilo que ataca, bastando estar no seu alcance visual (ou de ataque).[carece de fontes?]

### Ferramentas
Ele é um dos únicos animais que usam ferramentas.[carece de fontes?]

## Descrição e comportamento
O ratel é preto, com uma listra branca que se origina logo acima dos olhos e termina na ponta da cauda, cobrindo quase toda a largura das costas, de ombro a ombro. Essa coloração branca pode variar, dependendo da idade, região ou subespécie, podendo ser mais escura (quase cinza), ou até inteiramente preta e uma característica do seu comportamento é que ele é muito agressivo com qualquer animal.

## Subespécies

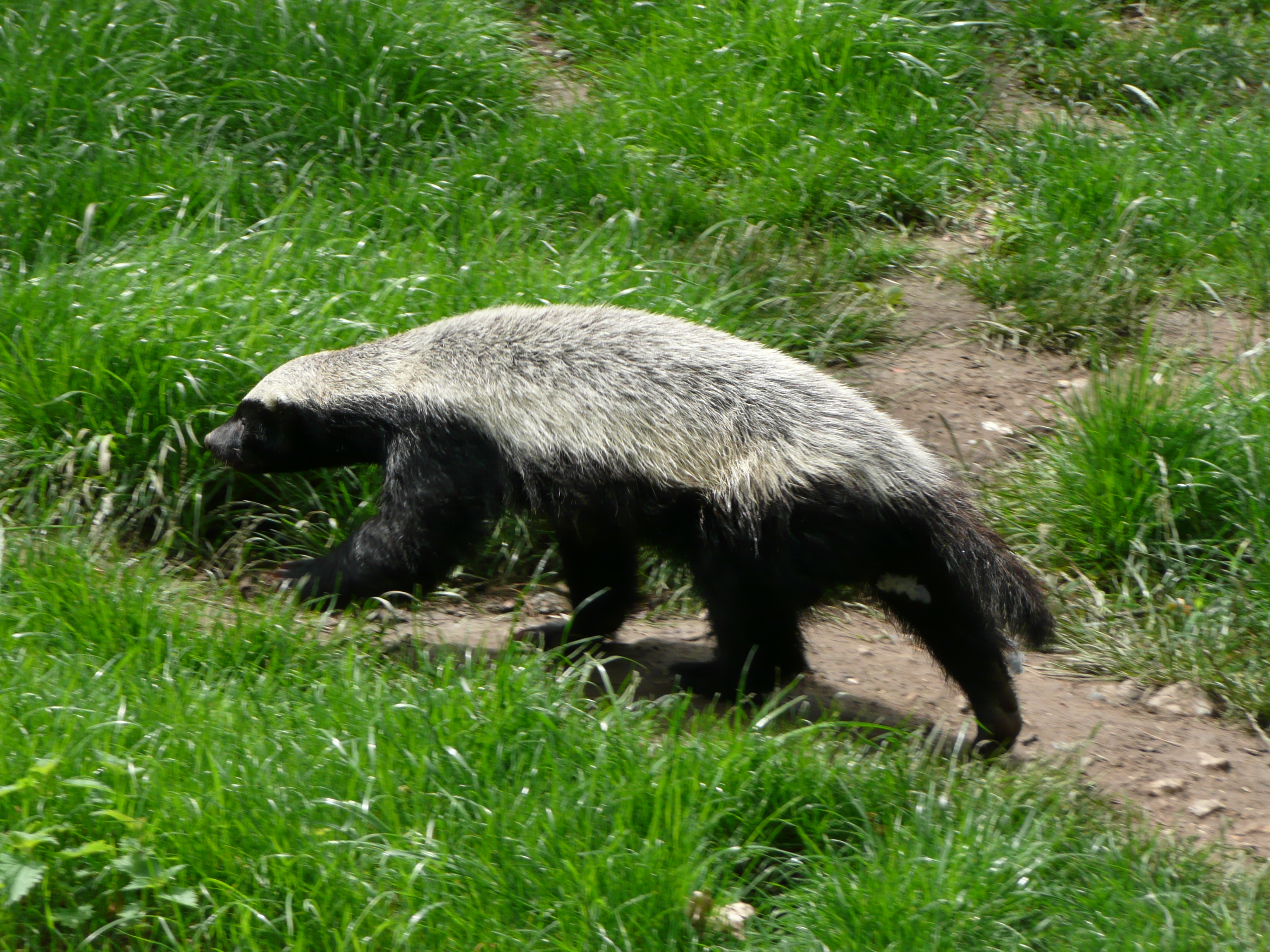
Um ratel num zoológico da Inglaterra

Desde 2005, 12 subespécies foram reconhecidas:
- Mellivora capensis capensis (Ratel-do-cabo)
- Mellivora capensis abyssinica (Ratel-etíope)
- Mellivora capensis buechneri (Ratel-turquemeno)
- Mellivora capensis concisa (Ratel-do-Lago-Chade)
- Mellivora capensis cottoni (Ratel-negro)
- Mellivora capensis inaurita (Ratel-nepalês)
- Mellivora capensis indica (Ratel-indiano)
- Mellivora capensis leuconota (Ratel-de-dorso-branco)
- Mellivora capensis maxwelli (Ratel-queniano)
- Mellivora capensis pumilio (Ratel-árabe)
- Mellivora capensis signata (Ratel-de-lunetas)
- Mellivora capensis wilsoni (Ratel-persa)